# 横須賀ススム
横須賀 ススム（よこすか すすむ、1978年2月18日 - ）は、日本の男性プロレスラー。本名・旧リングネームは、望月 享（もちづき すすむ）。神奈川県横須賀市出身。DRAGON GATE所属。血液型B型。2002年〜2011年までは横須賀 享（よこすか すすむ）として活動し、2017年10月～2022年5月まで横須賀ススムを名乗り、2022年5月から望月ススムとして活動。2024年4月から再び横須賀ススムとして活動する。

## 来歴

### 望月享
中学卒業後に新日本プロレスの入門テストを受けたが不合格になり、後に、みちのくプロレスへ入門したが人間関係が原因でデビュー前に退団。
1997年、闘龍門の3期生としてメキシコへ渡り、1998年11月22日に本名の望月享としてプロレスデビューを果たした。デビュー戦直後に闘龍門の若手選手によって行われる大会「ヤングドラゴン杯」にエントリーされるも初戦敗退（この時の優勝者は堀口元気）。翌年の“ヤングドラゴン杯”にも参加したが、結果は準決勝敗退。しかし、この大会後をきっかけに前々から意気投合した神田裕之と共にルードに転向する。
2000年1月2日にメキシコで行われたIWRGインターコンチネンタル・タッグ初代王座決定トーナメントに、神田裕之と出場。見事にトーナメントを制覇し、初代IWRGタッグ王座を獲得。その後もタッグ戦での実力を存分に発揮して注目されるようになる。
2000年3月5日、IWRGタッグ王座戦に敗れ王座陥落するも、裁定に納得できずに神戸大会をボイコットし、直後にメキシコに渡る。1か月後に帰国し、突如福岡大会に現れる。その大会で無理矢理試合に参戦することを要求。その試合後にCRAZY-MAXに襲撃されてしまうが、当時闘龍門にフリーで参戦していた望月成晃に救出される。これがきっかけになり4月25日に望月成晃、神田裕之とM2Kを結成する。また、タッグ戦線だけに留まらず英連邦ジュニアヘビー級王座やNWAウェルター級王座などのシングル王座も積極的に挑戦し、NWAウェルター級王座の獲得は成功した。
2002年2月24日に不完全燃焼がユニットの銘だったM2Kに、突如リーダーの望月成晃が完全決着推進のスローガンを掲げ、意見の違いから2人の間に遺恨が生まれる。そして「闘龍門に望月は2人もいらない」という理由から、自分と同姓である望月成晃と、「モチヅキ・コントラ・モチヅキ」という互いの姓字を賭けたコントラ・マッチを行い、敗退。試合前の条件により、リングネームを出身地にちなんだ横須賀享に改めた。

### 横須賀享
その後、神田裕之の引退と一緒にM2Kは封印され、Do FIXERに籍を置くこととなった。神田の次はK-ness.とタッグを組むようになり、2人のタッグをファンは「クネスカ」と呼ぶようになる。
2004年6月20日に悪冠一色を追放され、襲撃される望月成晃を突如助ける。そしてDo FIXERを卒業という形で離脱し、再び望月成晃とタッグを結成。同じくDo FIXERを卒業したK-ness.、無所属だった新井健一郎、セカンド土井（現：土井成樹）とFinal M2Kを結成する。
2004年8月28日、CIMAの持つオープン・ザ・ドリームゲート王座の挑戦権を賭けた試合“キーハンティング4Way戦”に出場し勝利。ドリームゲートの挑戦権を獲得する。この時の対戦相手はエル・ヌメロ・ウノ優勝者のドラゴン・キッド、当時DRAGON GATE最重量の大鷲透、大本命のミラノ・コレクションA.T.で、享にとっては圧倒的に不利が予想されていたが、その予想を見事に覆した。9月17日にCIMAとオープン・ザ・ドリームゲート王座戦を行うが結果は敗退。
2005年12月のKING OF GATEに出場するも、決勝戦で斎藤了に敗れ準優勝。
2006年4月23日に斎藤了の保持するオープン・ザ・ドリームゲートに挑み、勝利して第5代王者となった。その後B×Bハルク、ドラゴン・キッド、ペンタゴン・ブラックと3度の防衛に成功した。8月11日に数々の功績が認められ望月成晃からFinal M2Kリーダーの座を譲り受けたが、11月大阪大会でドン・フジイに敗れてドリームゲート王座陥落。
2007年1月にはFinal M2Kも解散。3月30日、ROHに参戦し、ドラゴン・キッドと対戦。12月23日、肉体改造に成功しウェイトが軽くなったため、吉野正人の持つオープン・ザ・ブレイブゲート王座に挑戦するが30分近くの熱戦の末、敗退。
2008年5月5日、愛知県体育館で斎藤了と共に新井健一郎&岩佐拓（通称：新岩）の持つオープン・ザ・ツインゲート選手権試合に勝利し、王座を獲得。11月16日には大阪府立体育会館で鷹木信悟の保持するオープン・ザ・ドリームゲートに挑んだ。脇腹を痛めた状態で30分以上の試合を繰り広げたが敗北。
Typhoonの解散後は連敗が続いたが、斎藤が再びリョウスカの結成を提案。横須賀もその提案を受け、2009年2月15日の博多スターレーン大会で、REAL HAZARDのYAMATO&サイバー・コングが保持するオープン・ザ・ツインゲート統一タッグ王座に挑戦。しかし、試合中に斎藤の裏切りに遭い敗北、斎藤はREAL HAZARDに加入する。試合後もREAL HAZARDのメンバーから暴行を受けるが、そこにREAL HAZARDの前リーダーGammaが登場し、横須賀を救出し、新タッグの結成を表明。
3月1日の大阪府立体育会館第2競技場大会でGammaとの新タッグでオープン・ザ・ツインゲート王座に再び挑戦し、これに勝利。第6代王者となった。試合後、年末から消息を絶っていたCIMAが登場し、横須賀享・Gamma・CIMA、そしてこの日REAL HAZARDを脱退したKAGETORAの4人により、新ユニットWARRIORS-5の結成を電撃発表した。
4月26日の博多スターレーン大会にて、斎藤了とシングルマッチで対戦するが敗北。しかし、6月11日後楽園ホールでDr.マッスルに扮して斎藤を挑発し、7月10日に再戦し、勝利した。10月25日、博多スターレーン大会にて、土井成樹の持つオープン・ザ・ドリームゲート王座に挑戦し、土井のマスキュラーボムに対する返し技を使用するなどで、土井を追い詰めるものの、敗北。試合後、土井に挑戦を表明したB×Bハルクの発言に反発するが、CIMAとGammaに制止され、2人に対して不信感を抱き、ユニット内で孤立する。11月に入り、不穏な動きが見られるようになり、同時期に登場したDr.マッスルの正体と噂されるようになる。12月3日の後楽園ホール大会でWARRIORS-5を離脱し、REAL HAZARDに加入した。しかしその後離脱、クネスカとしてK-ness.と活動する。
2010年5月13日、鷹木信悟・サイバー・コングの持つツインゲート王座に挑戦、奪取に成功する。以後、11月23日に土井成樹・Gammaに敗れるまで4度の防衛に成功する。
2011年12月、KAGETORAと組み、戸澤陽・B×Bハルクの持つオープン・ザ・ツインゲート王座に挑戦した。戸澤の提案で「負けたら"ジミー"が付く名前へ改名」という条件付きの試合だったが敗北し、ジミー・ススムに改名させられた。同時にKAGETORAも「ジミー・カゲトラ」となった。

### ジミー・ススム
しかし2012年3月にジミー神田、斎藤"ジミー"了、堀口元気H.A.Gee.Mee!!、7月にはMr.キューキュー"谷嵜なおき"豊中ドルフィンが相次いで加入し、「ジミーズ」が存在感を発揮してきた。2013年末には斎藤・谷嵜とのタッグでオープン・ザ・トライアングルゲート王座を獲得した。
2014年2月には斎藤の負傷で一旦返上したものの、谷嵜・神田とのタッグで再び獲得。5月にはフラミータの保持するブレイブゲートに挑戦するも敗北。6月にKING OF GATE初優勝、さらに9月にはカゲトラと共にSummer Adventure Tag Leagueも制したが、優勝者として臨んだドリームゲート戦（YAMATO）、ツインゲート戦（T-hawk・Eita組）にはどちらも敗北し、ベルトを掴めなかった。
しかし10月には故障明けの斎藤が復帰祝いと称し、堀口・ススムとのタッグでトライアングルゲート戦を要求。CIMA・Gamma・フジイ組に勝利してトライアングルゲートを獲得した。
2015年2月5日、ハルクの持つドリームゲートに挑戦したが敗北。
8月6日、マッドブランキーとミレニアルズと解散マッチを行いミレニアルズが負けたことでとりあえずジミーズは守られたが、8月16日にもう一度マッドブランキーと解散マッチを行う事になる。
そして8月16日、YAMATOによりかなり追い詰められるが、K-ness.がYAMATOに塩攻撃をくらわせ、須賀ドラニーなども決め、最後はジャンボの勝ち！でフォールを奪い、ジミーズを守った。
9月27日、クネスカとして初のタッグリーグ優勝の座に輝き、10月4日、クネスカで土井とYAMATOの持つツインゲートに挑戦するが、獲得はできなかった。
2016年2月14日、鷹木の持つドリームゲートに挑戦し、約10年ぶりにドリームゲートのベルトを獲得した。
しかし3月6日、前ドリームゲート王者の鷹木との初防衛戦でパンピングボンバーで敗北。防衛回数0でドリームゲートを奪い返され、更に3週間天下とバカにされてしまった。
6月19日、京都大会でジミー・カゲトラとのタッグでツインゲート王座を奪取。
10月5日、東京後楽園ホールで「さよならジミーズゲート・ザ・ファイナル」が開催されてジミーズが解散。

### 横須賀ススム
ジミーズ解散の翌々日の2017年10月7日、多治見大会から「横須賀 ススム」に再々改称して活動する。
2019年3月21日、ドラゴン・キッドの持つブレイブゲートに挑戦し、自身初のブレイブゲートのベルトを奪取し土井成樹、CIMA、吉野正人、リコシェ、PACに次ぐ史上6人目の四大タイトル全制覇を達成。その後、ブレイブゲート王座を4度防衛した。
2020年1月3日、全日本プロレスの世界ジュニアヘビー級王座決定トーナメント決勝で佐藤光留をジャンボの勝ちで下し新王者となる。幼少期から全日本ジュニアのファンであったことを公言するススムにとって悲願の同タイトル獲得となった。
2022年5月5日、KAIの持つドリームゲート王座に挑戦するも敗れ、KAIのリスクである、NATURAL VIBES脱退と、リングネームの横須賀ススムから望月ススムに変わる。
2024年4月10日、再びリングネームを「望月 ススム」から「横須賀 ススム」に改名し活動する。

## 得意技
基本はラリアットやボム系のパワー技を中心に試合を組み立てるのだが、DRAGON GATEでは平均的な体格のため、対戦相手、会場、試合内容によって教科書通りのプロレス技から意外な技までも見せるオールラウンダー型である。

### フィニッシュ・ホールド
ジャンボの勝ち!
ススムの放つラリアット。
そのまま、片エビ固めに移行すると「ジャンボの勝ち!固め」になる。
繋ぎ技として使うことが多いが、他のフィニッシュ・ホールドが全て返された時の切り札としても使う。技名は全日本プロレス中継でのジャンボ鶴田と三沢光晴（1990年9月1日の日本武道館大会）のラリアット合戦における若林健治アナの実況に由来する。2007年のプロレスリング・ノア日本武道館大会でタイフーンのメンバーとして乗り込んだ時にも披露し、数年ぶりに日本テレビの実況に「ジャンボの勝ち!」と言わせた（地上波放送では放送終了後の提供紹介のバックで前述のラリアット合戦の映像が流れた）。自身が苦手とするドラゴン・キッドの「ウルトラ・ウラカン・ラナ」もこの技で返した。神田裕之の「ジョン・ウー」とコラボレーションすることがあり、「ジャン・ウー」と呼ばれる。
友情（アイカタ）
カナディアン・バックブリーカーの体勢で相手を右肩に担ぎ、相手の足を前方に投げ出しつつ左側に落とす。技名は「欠場しているK-ness.の分まで戦う」という意味がこめられている。
夢限（ムゲン）
ダブルアーム式の友情。長らくフィニッシャーとして愛用していたが、2019年のブレイブゲート防衛戦（対U-T）を最後に封印した。
夢限パッケージ
パワーボムの体勢からダルマ式で相手の両腕ごと胴体をクラッチし、そのまま右肩に担ぎ上げ、シットダウンと同時に頭から投げ落とし、顔面からマットに叩きつけるパッケージ式の夢限。現在愛用のメイン・フィニッシャーの１つ。
幻壊（ゲンカイ）
コーナーに背を向けて相手を持ち上げ、パートナーがコーナーに昇って足を捕まえつつ叩きつけるツープラトン技。
3人で行う場合は激熱!!!（ゲキアツ）になっている。
極限（キョクゲン）
垂直落下式で放つ無限ススムの中では極限（キョクゲン）という別の技になる。
横須賀ドライバー
相手をカナディアン・バックブリーカーの体勢に担ぎ上げ、前方に落とす。吉江豊のカナディアン・ハンマーや元WWEのファルークのドミネイターとほぼ同型だが、こちらはダメージを顔面に集中してるようである。
横須賀ライナー
滞空式のウラカン・ラナ。当初は「超滞空高角度後方回転エビ固め」の名称だったが、2004年8月に横須賀ライナーに決定した。バリエーションに「横須賀ライナー緊急停車」や「横須賀ライナー臨時号」がある。由来は享のテーマ曲から。
横須賀カッター
相手をカナディアン・バックブリーカーの体勢に担ぎ上げ、その状態から横に反転させてダイヤモンド・カッターのように首を固定して落とす。横須賀享に改名する前からこの名称で使用している。代表的なフィニッシュ技。春山香代子も同じ技を同じ名称で使用していた（春山は横須賀市出身ではない）。

### 打撃技
エルボー
エルボー・スタンプ
バックエルボー
逆水平チョップ
チョップ・スマッシュ
クローズライン
ミトガワ・ラッシュ
相手の肩を左手でつかみ、エルボーとジャンボの勝ちを相手の首に交互に連打した後、さらにジャンボの勝ちを連発するコンビネーション。「ミトガワ」は横須賀や多くのレスラーが通っているトレーニングジム「ミッドブレス」の支配人の名前に由来。

### 投げ技
ブレーンバスター
雪崩式ブレーンバスター
雪崩式デスバレーボム
ジャーマンスープレックス
ハーフネルソン・スープレックス
エクスプロイダー
主に繋ぎ技として使用しているが、ススムの技の中では必ずと言っていいほど見られる技である。終盤にはコーナートップからの雪崩式でも放っている。場合によってはこの技とジャンボの勝ちだけで試合を組み立ててしまうこともしばしば見られる。
キン肉バスター
横須賀ベイブリッジ
相手をノーザンライト・スープレックスで投げた後、体勢を変えずに後方に回転して起き上がり、再度ノーザンライト・スープレックスを放つ。
横須賀タワー
通称「高い高い」。
ラストライドをフィニッシュ・ホールドにしているマグニチュード岸和田が参戦している影響か、披露する機会が減っている。雪崩式バージョンもあり、その場合は「もっと高い高い」になる。
足横須賀
通称「高い足」。
相手の両膝を抱えあげてマットに打ち付けるダブルのニークラッシャー。雪崩式バージョンもあり、その場合は「もっと高い足」になる。K―neesも使用している。
カミカゼ
ファイヤーマンズキャリーの体勢で前方に助走をつけ、そのまま縦に回転する技。本来はリッキー・フジの技だが、M2K時代の享の技で、享のカミカゼから神田裕之の下克上エルボーが当時の2人のフィニッシュだった。

### 飛び技
対角線式トペ・コン・ヒーロ
主にタッグマッチなどで相手チームをセコンドごと分断する時に使う。3WAYタッグなどでトペの競演が行われた時にも披露する。オーソドックスなファイトスタイルの横須賀が使う数少ない飛び技で、マットを対角線にコーナーに向かって走り、トップロープもしくはジョイントの金具の部分を掴んで回る。
ケブラドーラコンヒーロ
主にタッグマッチなどで味方をアシストする際などに使用。ときには場外でも放つことがある。

### フォール技
バックスライド
スクールボーイ
スモール・パッケージ・ホールド
ジャックナイフ・ホールド
ワールドライナー
対ドラゴン・キッド用の技。
空中で一回転してのパワーボム。キッドがウラカン・ラナに来たところを、その回転を利用してさらにもう半回転して叩きつける。SUWAのスイーターボムと同じ技。
KOBEワールドライナー
対ドラゴン・キッド用の技。
雪崩式のワールドライナー。2006年7月の神戸ワールド記念ホール大会で初公開。初公開してからは一切使ってない。
クネスカライナー
対ドラゴン・キッド用の技。
ワールドライナーで叩きつけた後、光の輪に移行する技。
マスキュラーラナ
土井成樹とのドリームゲート戦にて使用したマスキュラーボムへの返し技。
前方回転エビ固めの体勢で丸め込み、マスキュラーボムと同じ形でマットに叩きつける。

### 掟破り技
ヨコスカ・スライディングキック
土井成樹のバカタレ・スライディングキックと同型。2008年9月の京都大会で披露。土井吉とのオープン・ザ・ツインゲート統一タッグ王座戦の前に土井を挑発するために用いた。
ヨコスカキュラーボム
土井成樹のマスキュラーボムと同型。土井への挑発の意味を込めて繰り出した。
ギャラリア風
オープン・ザ・ドリームゲート王座前哨戦で王者だったYAMATOの目の前で決めた技。ギャラリアの体勢からエメラルド・フロウジョンのように落とす新技。
ススムの輪
2014年12月3日の後楽園ホール大会でK-ness.に対して決めた光の輪と同型の技。
デジャ・ヴ
ドラゴン・キッドのデジャ・ヴと同型の技。回転のスピードが幾分遅い。闘龍門JAPAN時代の2003年8月30日に行われた「UWA世界6人タッグ選手権4WAYマッチ」において、キッドがコンドッティ修司（現：近藤修司）に決めた直後にキッドの目の前で近藤修司に決めてみせた。
ジャイアント・バックブリーカー
ジャイアント馬場のジャイアント・バックブリーカーと同型の技。元々全日本プロレスのファンだったことから、見よう見まねで取り入れた。全日本プロレスのリングでも披露した。

## タイトル歴
DRAGON GATE
- 第5代、第23代オープン・ザ・ドリームゲート王座
- 第37代オープン・ザ・ブレイブゲート王座
- 第3代、第6代、第12代、第19代、第21代、第39代、第53代、第63代オープン・ザ・ツインゲート王座（パートナーは斎藤了→Gamma→K-ness.→ジミー・カゲトラ : 3回→KING清水→神田ヤスシ）
- 第11代、第13代、第41代、第46代、第47代、第51代、第53代、第57代、第63代、第71代、第82代、第91代オープン・ザ・トライアングルゲート王座（パートナーはCIMA、斎藤了 : 2回→望月成晃、K-ness.→斎藤“ジミー”了、Mr.キューキュー“谷嵜なおき”豊中ドルフィン→ジミー・神田、Mr.キューキュー“谷嵜なおき”豊中ドルフィン→堀口元気H.A.Gee.Mee!!、斎藤“ジミー”了→堀口元気H.A.Gee.Mee!!、ジミー・カゲトラ→斎藤“ジミー”了、ジミー・神田→Kzy、堀口元気→望月マサアキ、望月ジュニア→Kagetora、B×Bハルク）
- 第13代インターナショナルジュニアヘビー級タッグ王座（パートナーは斎藤了）
- KING OF GATE優勝（2014年）
- Summer Adventure Tag League優勝（2014年、2015年）（パートナーはジミー・カゲトラ→ジミー・クネスJ.K.S.）

闘龍門JAPAN
- 第46代NWA世界ウェルター級王座
- 初代IWRGインターコンチネンタルタッグ王座（パートナーは神田裕之）
- 第21代、第24代、第28代UWA世界6人タッグ王座（パートナーは神田裕之&ダークネス・ドラゴン→望月成晃&ダークネス・ドラゴン→堀口元気&斎藤了）
- ヤマハカップ優勝（2000年）（パートナーは神田裕之）

ZERO1
- 第12代NWAインターナショナルライトタッグ王座（パートナーはジミー・カゲトラ）

全日本プロレス
- 第52代世界ジュニアヘビー級王座
- 第52代世界ジュニアヘビー級王座決定トーナメント優勝（2020年）

九州プロレス
- 第8代九州プロレスタッグ王座（パートナーは堀口元気）

## 入場曲
- My Big Mouth / OASIS
- Crash / ANTHRAX
- YOKOSUKA☆LINER（現在）

曲のアレンジや前奏の有無の違いなどでいくつかのバージョンがある。

## エピソード
- みちのくプロレス練習生時代（当時16歳）に、後輩として入ってきたSAITO（当時24歳）と出会ったが、望月享は2日後、SAITOは3週間後に退団してしまった。その後闘龍門で再会し、現在も同僚である[2]。
- “第一試合は負けてもいい”が本人のポリシーらしい。その言葉通りタイトル戦やメイン戦などは普段見られない底力を発揮する。
- デビューから試合時はシャツを着ていたが、雑誌「かっこいいカラダ」Vol.6の表紙に載るために肉体改造を始め、2007年9月22日の大田区大会から初めて上半身裸での試合をした。
- 横須賀出身らしく、スカジャンを着て入場していた。夏季はコスチュームのまま。一時期新M2KとDo FIXERの抗争決着戦である「スカジャン・コントラ・スカジャン」に敗れ、スカジャンをファンにプレゼントしてしまったが、その時の落ち込みぶりが酷かったために、ファンがスカジャンを返しにきた。
- 小技の名手であり、そのキャリアの間に多くのベルト争いに絡んでいながら、無口で他のレスラーに比べ自己主張が足りないせいか、存在感が薄い。しかしその没個性的なキャラクターがアクの強いDRAGON GATEのレスラーの中にあって逆に個性として際立っているとも言える。
- 団体1・2を争うほどの受身の名手でもあり[1]、CIMAのシュバイン、ドラゴン・キッドのドラゴン・ラナ、斎藤了のプレミアム・ブリッジ、 スペル・シーサーのヨシタニック等、それまでピンフォール率100%だった技を跳ね返している。
- コスチューム作りが得意で、横須賀屋という屋号を名乗り自身や他の選手のコスチュームを製作している。2020年以降新型コロナウイルスの感染拡大に伴い特製マスクを製作して販売するようになり、その腕前が話題となった。現在ではマスクに加えシュシュの製作、販売も行っている。
- 「足横須賀」「ジャンボの勝ち!」「高い高い」「腕吉野」など技の名前は適当に決める。
- コスチュームに書かれている「046」という数字は、横須賀市や葉山町の電話番号の市外局番である。
- K-ness.同様、フィギュアが好きであり、好きな仮面ライダーはライダーマン、好きな怪人は十面鬼ゴルゴス（仮面ライダーアマゾン）である（オフィシャルコラムブックより） また、2010年のKING OF GATEでは仮面ライダーWのファング・ジョーカー（白と黒のツートンカラー）を意識したショートパンツ、レガース・ブーツで試合を行った。
- 無口、寡黙なキャラクターもあってトーク（しゃべり）はあまり得意な方ではない。ジミーズ時代もリーダーでありながら、トークやプロモはしゃべりの得意な堀口元気に主に任せていた。
- 海外のファンがSNS上で公開したデータによると、1998年のデビューから現在まで試合を1か月間休んだことが一度もなく、通算試合数は3300試合以上に上る。なおススム本人はこの事実を知るまで自身の鉄人ぶりに気が付いていなかった様子。